# ATP de Roma de 2013
O ATP de Roma de 2013 foi um torneio de tênis masculino disputado em quadras de saibro na cidade de Roma, na Itália. Esta foi a 70ª edição do evento, realizado no Foro Italico.

## Distribuição de pontos e premiação

### Pontuação
| Evento  | V    | F   | SF  | QF  | Terceira rodada | Segunda rodada | Primeira rodada | Q  | Q2 | Q1 |
| Simples | 1000 | 600 | 360 | 180 | 90              | 45             | 10              | 25 | 16 | 0  |
| Duplas  | 1000 | 600 | 360 | 180 | 90              | 0              | —               | —  | —  | —  |

### Premiação
| Evento  | V        | F        | SF       | QF      | Terceira rodada | Segunda rodada | Primeira rodada | Q2     | Q1     |
| Simples | €501,700 | €246,000 | €123,900 | €62,950 | €32,700         | €17,235        | €9,305          | €2,140 | €1,090 |
| Duplas* | €155,400 | €76,060  | €38,150  | €19,580 | €10,120         | €5,340         | —               | —      | —      |

* por dupla

## Chave de simples

### Cabeças de chave
| País | Jogador               | Rank1 | Cabeça |
| ---- | --------------------- | ----- | ------ |
| SRB  | Novak Djokovic        | 1     | 1      |
| SUI  | Roger Federer         | 2     | 2      |
| GBR  | Andy Murray           | 3     | 3      |
| ESP  | David Ferrer          | 4     | 4      |
| ESP  | Rafael Nadal          | 5     | 5      |
| CZE  | Tomáš Berdych         | 6     | 6      |
| ARG  | Juan Martín del Potro | 7     | 7      |
| FRA  | Jo-Wilfried Tsonga    | 8     | 8      |
| FRA  | Richard Gasquet       | 9     | 9      |
| SRB  | Janko Tipsarević      | 10    | 10     |
| CRO  | Marin Čilić           | 11    | 11     |
| ESP  | Nicolás Almagro       | 12    | 12     |
| GER  | Tommy Haas            | 13    | 13     |
| CAN  | Milos Raonic          | 14    | 14     |
| SUI  | Stanislas Wawrinka    | 15    | 15     |
| JPN  | Kei Nishikori         | 16    | 16     |

- 1 Rankings como em 6 de maio de 2013

### Outros participantes
Os seguintes jogadores receberam convites para a chave de simples:
- Paolo Lorenzi
- Potito Starace
- Matteo Viola
- Filippo Volandri

Os seguintes jogadores entraram na chave de simples através do qualificatório:
- Carlos Berlocq
- Santiago Giraldo
- Andrey Golubev
- Ernests Gulbis
- Jan Hájek
- Andrey Kuznetsov
- Albert Montañés

O seguinte jogador entrou na chave de simples como lucky loser:
- Lukáš Rosol

### Desistências
Antes do torneio
- Thomaz Bellucci (lesão abdominal)
- Mardy Fish
- Florian Mayer
- Janko Tipsarević (bronquite)
- Bernard Tomic (motivos pessoais)

Durante o torneio
- Philipp Kohlschreiber
- Stanislas Wawrinka (lesão na coxa)
- Xavier Malisse (lesão no pulso direito)
- Andy Murray (lesão no quadril)

## Chave de duplas

### Cabeças de chave
| País | Jogador              | País | Jogador           | Rank1 | Cabeça |
| ---- | -------------------- | ---- | ----------------- | ----- | ------ |
| USA  | Bob Bryan            | USA  | Mike Bryan        | 2     | 1      |
| ESP  | Marcel Granollers    | ESP  | Marc López        | 7     | 2      |
| SWE  | Robert Lindstedt     | CAN  | Daniel Nestor     | 13    | 3      |
| PAK  | Aisam-ul-Haq Qureshi | NED  | Jean-Julien Rojer | 16    | 4      |
| BLR  | Max Mirnyi           | ROU  | Horia Tecău       | 18    | 5      |
| IND  | Mahesh Bhupathi      | IND  | Rohan Bopanna     | 21    | 6      |
| AUT  | Alexander Peya       | BRA  | Bruno Soares      | 32    | 7      |
| AUT  | Jürgen Melzer        | IND  | Leander Paes      | 43    | 8      |

- 1 Rankings como em 6 de maio de 2013

### Outros participantes
As seguintes parcerias receberam convites para a chave de duplas:
- Flavio Cipolla /  Filippo Volandri
- Paolo Lorenzi /  Potito Starace

#### Desistências
Antes do torneio
- Xavier Malisse (lesão no pulso direito)

## Campeões

### Simples
- Rafael Nadal venceu  Roger Federer, 6–1, 6–3.

### Duplas
- Bob Bryan /  Mike Bryan venceram  Mahesh Bhupathi /  Rohan Bopanna, 6–2, 6–3